# Farnese (Lácio)
Farnese é uma comuna italiana da região do Lácio, província de Viterbo, com cerca de 1.729 (Cens. 2001) habitantes. Estende-se por uma área de 52,95 km², tendo uma densidade populacional de 28,84 hab/km². Faz fronteira com Ischia di Castro, Pitigliano (GR), Valentano.
Tendo grande popularidade, por ser um ponto turístico.
Farnese é a terra natal do célebre escultor Victor Brecheret.

## Demografia
| Variação demográfica do município entre 1861 e 2011                               |
|                                                                                   |
| Fonte: Istituto Nazionale di Statistica (ISTAT) - Elaboração gráfica da Wikipedia |

## Geminação
- Beaumont-de-Pertuis,  França